# Порожское сельское поселение
Поро́жское се́льское поселе́ние или муниципа́льное образова́ние «Поро́жское» — муниципальное образование со статусом сельского поселения в Онежском муниципальном районе Архангельской области.
Соответствует административно-территориальным единицам в Онежском районе — Кокоринскому сельсовету (с центром в селе Порог) и Усть-Кожскому сельсовету (с центром в деревне Усть-Кожа)
Административный центр — село Порог.

## География
Порожское сельское поселение находится в центре Онежского района Архангельской области. На западе граничит с Нименьгским сельским поселением, на севере — с Онежским городским поселением. Крупнейшие реки: Онега, Вонгуда, Кожа, Анда. По оценкам 1999 и 2003 годов (с дополнениями) запасы месторождения золота Кожозерское Ветреном поясе — 48 тонн.

## История
Муниципальное образование было образовано в 2006 году путём объединения Кокоринского и Усть-Кожского сельсоветов. Первоначально в 2004 году планировалось создать 2 сельских поселения: Порожское и Устькожское, а деревню Андозеро, посёлки Анда-Кирпичная и Ватега включить в состав МО «Онежское».
В 1963—1965 годах Усть-Кожский сельский Совет входил в состав Плесецкого сельского района.

## Население
| 2006  | 2010  | 2011  | 2012  | 2013  | 2014  | 2015  | 2016  | 2017  |
| ----- | ----- | ----- | ----- | ----- | ----- | ----- | ----- | ----- |
| 1551  | ↘1293 | ↘1286 | ↘1237 | ↘1231 | ↘1182 | ↘1134 | ↘1090 | ↘1062 |
| 2018  | 2019  | 2020  | 2021  | 2023  |       |       |       |       |
| ↘1052 | ↘1045 | ↘1029 | ↘697  | ↘664  |       |       |       |       |

## Состав сельского поселения
| №  | Населённый пункт               | Тип населённого пункта       | Население |
| -- | ------------------------------ | ---------------------------- | --------- |
| 1  | Амосовская                     | деревня                      | ↗33       |
| 2  | Анда-Кирпичная                 | посёлок                      | ↗53       |
| 3  | Андозеро                       | деревня                      | ↗8        |
| 4  | Ватега                         | посёлок                      | ↗40       |
| 5  | Вонгуда                        | деревня                      | ↗157      |
| 6  | Вонгуда                        | железнодорожная станция      | ↗94       |
| 7  | Грибаниха                      | железнодорожный разъезд      | →0        |
| 8  | Грибановская                   | деревня                      | ↘3        |
| 9  | Железнодорожный разъезд 243 км | железнодорожный разъезд      | ↘7        |
| 10 | Каменное                       | деревня                      | ↘0        |
| 11 | Карамино                       | деревня                      | ↘0        |
| 12 | Корельское                     | деревня                      | ↘1        |
| 13 | Макарьино                      | деревня                      | →0        |
| 14 | Медведевская                   | деревня                      | ↘8        |
| 15 | Наумовская                     | деревня                      | ↗12       |
| 16 | Павловская                     | деревня                      | ↗25       |
| 17 | Порог                          | село, административный центр | ↗564      |
| 18 | Семёновская                    | деревня                      | ↗2        |
| 19 | Усть-Кожа                      | деревня                      | ↘361      |
| 20 | Чижиково                       | деревня                      | ↗23       |

### Карты
- Топографическая карта P37_3. Онега
- Топографическая карта Р-37-03_04. Онега.